# Huckleberry Finn (film fra 1920)
Huckleberry Finn er en amerikansk stumfilm fra 1920 af William Desmond Taylor.

## Medvirkende
- Lewis Sargent – Huckleberry Finn
- Katherine Griffith
- Martha Mattox – Miss Watson
- Frank Lanning
- Orral Humphrey
- Tom Bates
- Gordon Griffith – Tom Sawyer
- Edythe Chapman – Polly
- Thelma Salter – Becky Thatcher
- George H. Reed – Jim
- L. M. Wells – Judge Thatcher
- Harry L. Rattenberry – Harvey
- Esther Ralston – Mary Jane Wilks
- Fay Lemport – Johanna
- Eunice Murdock Moore – Mrs. Sally Phelps